# CMA CGM Christophe Colomb
CMA CGM Christophe Colomb – kontenerowiec operatora CMA CGM o pojemności 13 344 TEU. Mierzy 365 m długości, 51,2 m szerokości oraz 15,5 m zanurzenia. Razem z Maersk Line obsługuje połączenie Azja – Europa (French Asia Line).